# Madawaska (première nation)
Pour les articles homonymes, voir Madawaska (homonymie).
La Première Nation Malécite de Madawaska est un peuple autochtone de la province canadienne du Nouveau-Brunswick. Elle possède une réserve indienne : Saint-Basile 10. Elle gère The Brothers 18 conjointement avec d'autres premières nations.

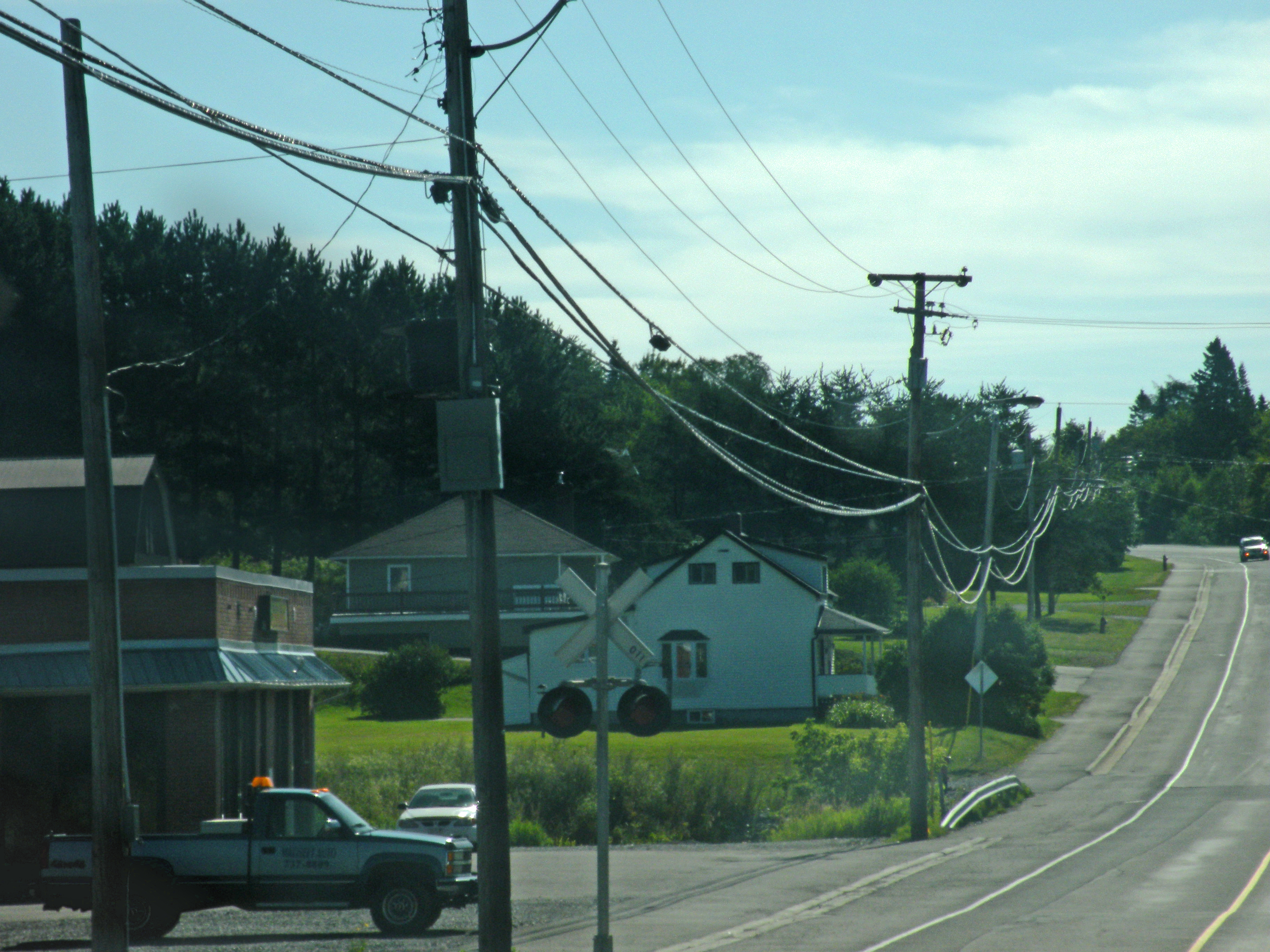
La rue principale.

## Histoire
Le village de Madawaska, situé au confluent de la rivière Madawaska et du fleuve Saint-Jean, devient très important au XVIIIe siècle mais ne compte plus que deux wigwams en 1812. La réserve de Saint-Basile 10, d'une superficie originelle de 722 acres, est établie en 1824. Le village actuel de Madawaska est ensuite fondé. Madawaska est l'une des localités organisatrices du Ve Congrès mondial acadien en 2014.

## Économie
Le Grey Rock Power Centre, un projet de développement commercial d'une valeur de 13 millions de dollars, est en cours de préparation (2012) dans la réserve de Saint-Basile 10; les retombées économiques sont estimées à 300 millions $ pour les huit premières années.

## Administration

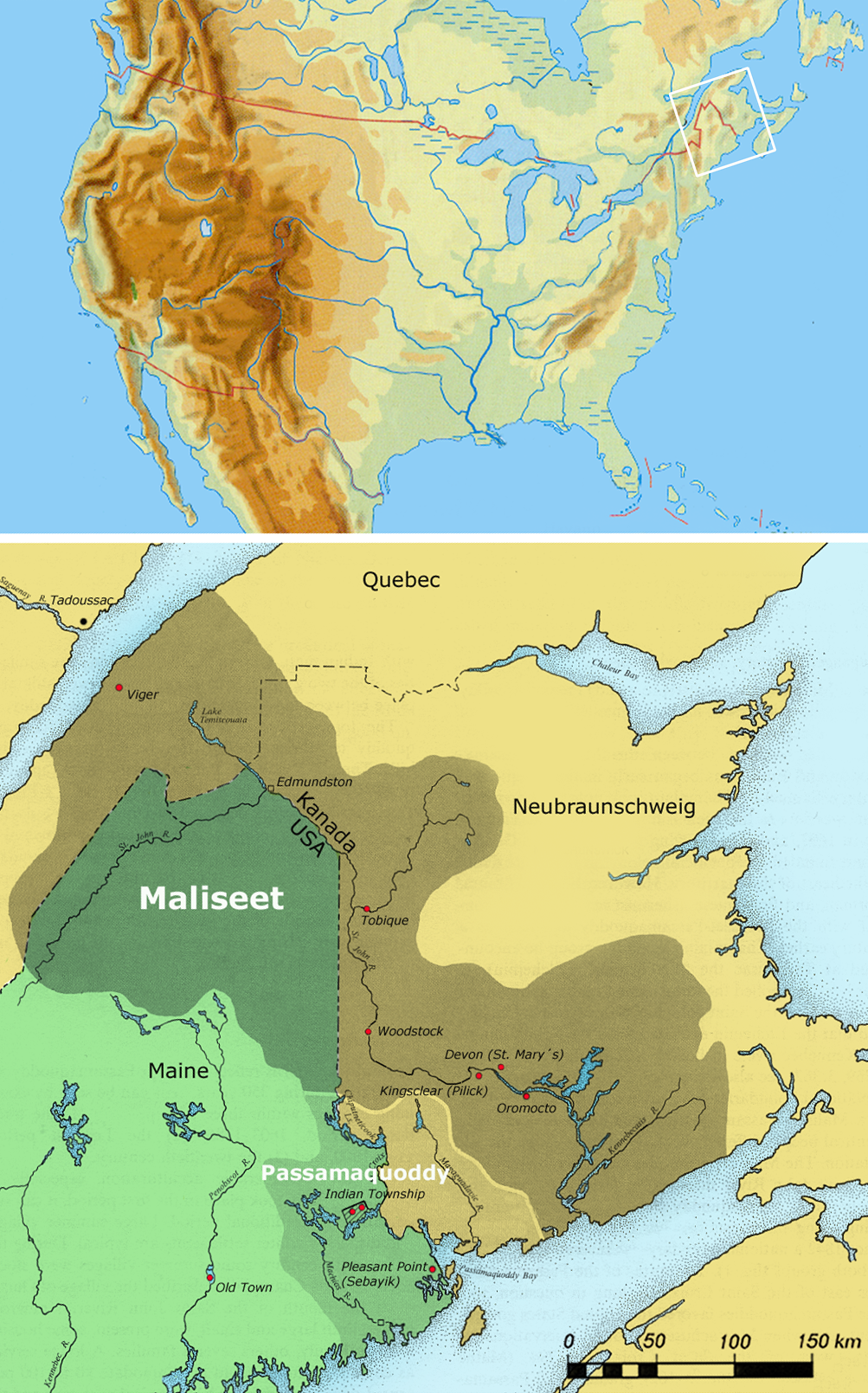
Territoire malécite

| Mandat            | Fonctions   | Nom(s)                                                                     |
| ----------------- | ----------- | -------------------------------------------------------------------------- |
| 2022- Aujourd'hui | Chef        | Patricia Bernard                                                           |
| 2022- Aujourd'hui | Conseillers | Donna Wallace-Bourgeault, Diane Pelletier, Louise Ouellette, Alex Bernard, |
| 2009 - 2011       | Chef        | Joanna Bernard                                                             |
| 2009 - 2011       | Conseillers | Patricia Bernard, Diane Pelletier.                                         |

|  | Indépendant | 2009- | Joanna Bernard |